# كارلوس سالازار كاسترو
كارلوس سالازار كاسترو (بالإسبانية: Carlos Salazar Castro)‏ (و. 1800 – 1867 م) هو سياسي من السلفادور ولد في سان سلفادور.